# 岡崎市立六ツ美西部小学校
岡崎市立六ツ美西部小学校（おかざきしりつ むつみせいぶしょうがっこう）は、愛知県岡崎市赤渋町にある公立小学校。

## 概要
1997年（平成9年）4月7日に開校した。
六ツ美北部小学校（全域）と城南小学校（上和田町のみ）とともに、岡崎市立六ツ美北中学校の学区を構成する。
| 調査日       | 児童数 | 通常学級 | 特別支援学級 |
| ------------ | ------ | -------- | ------------ |
| 2013年4月8日 | 737人  | 23       | 2            |
| 2019年5月1日 | 776人  | 24       | 3            |
| 2020年5月1日 | 745人  | 22       | 3            |
| 2021年5月1日 | 744人  | 22       | 4            |

## 学区
| 町名                               | 進学先         |
| ---------------------------------- | -------------- |
| 赤渋町、中之郷町、法性寺町、宮地町 | 六ツ美北中学校 |

## 沿革
- 1997年（平成9年）4月7日 - 開校[5]。開校時の児童数は709人[6]。